# 排尿性晕厥
排尿性晕厥是指排尿时因各种原因导致大脑缺血而引起的晕厥现象。这种现象多发生于20至30岁的男子以及少数老年人身上。

## 成因
控制人体排尿的迷走神经同时也控制着心脏跳动的速率，当迷走神经兴奋时，心跳速率会降低。人体排尿时迷走神经处于兴奋状态，在某些情况下，兴奋过度会导致心跳速率的明显降低从而减少心脏对大脑的供血量，導致大腦缺血而昏迷。
一般而言，人体在以下几种情况下容易出现排尿性晕厥。
- 睡醒便去排尿，这时人体的自律神经（交感神经）尚处于未完全苏醒状态，对人体调节功能未到位，若此時排尿过急过猛，将会导致晕厥。
- 睡醒跑去排尿，由于人体短時間內由水平状态转为直立状态，心脏功能调整不及时，大脑供血不足，也会导致晕厥。
- 憋尿过久，排尿时过猛，膀胱压力突然减少导致回血不足而导致晕厥。
- 饮酒后或者身体虚弱者排尿过久也会引起晕厥。

## 症狀
排尿性晕厥本身无后遗症，病发后一到二分钟病人会自然醒来。然而由于短暫的昏迷，患者常跌倒導致頭部撞傷或身體骨折。

## 预防
预防要从它的原因下手。应该做到以下几点：
- 坐著小便
- 避免長時間憋尿
- 睡前小便
- 晚上起床排尿时先在床上坐一會，等待大腦清醒、神經功能恢復後再起身
- 尽量少饮酒
- 排尿时注意不要过急过猛